# Volva (micología)

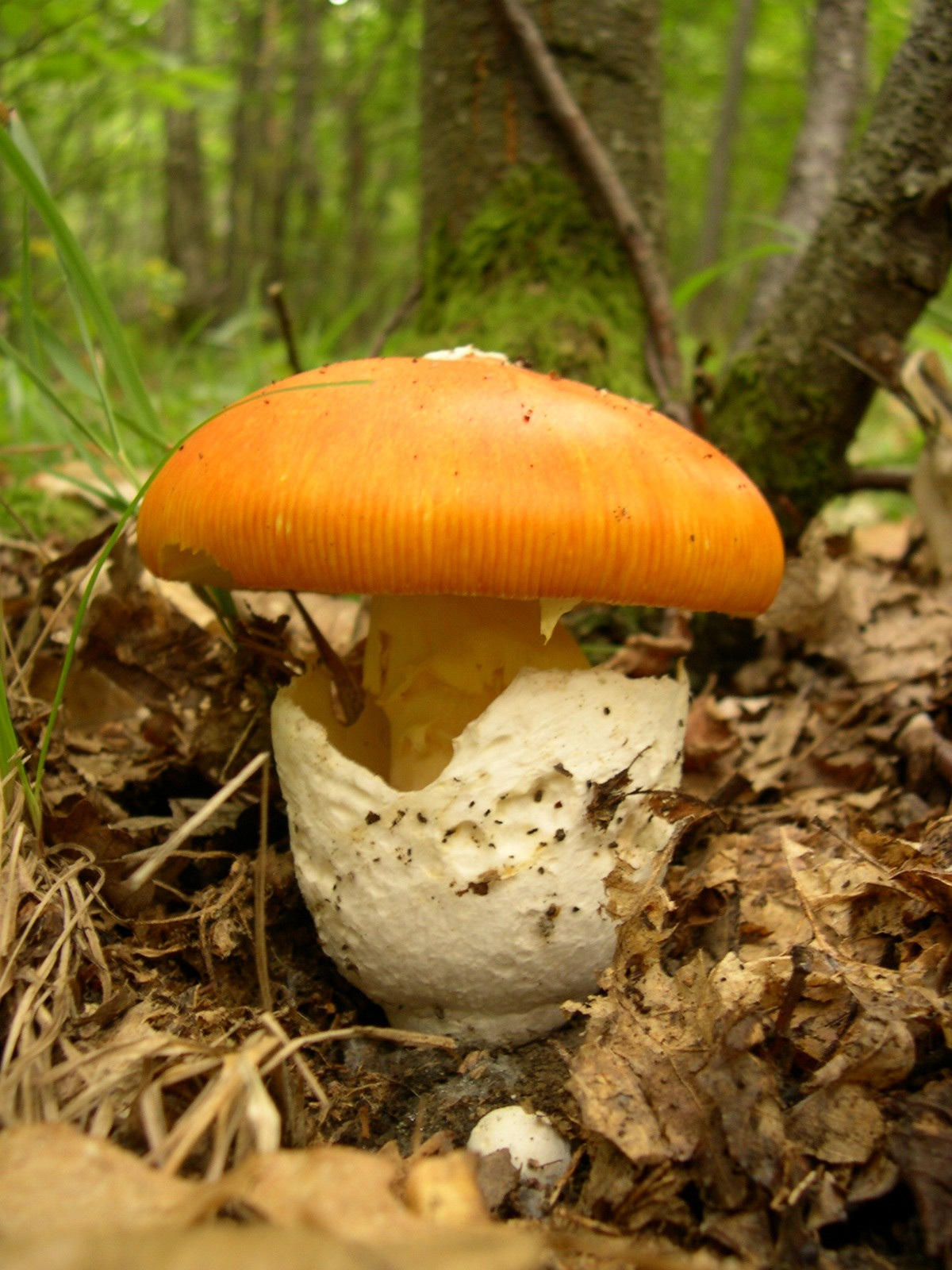
La volva es la parte con forma de taza en la base de esta Amanita caesarea.

En micología, la volva es un término utilizado para describir una estructura en forma de copa o taza localizada en la base de los cuerpos fructíferos de algunos hongos, y que se conforma de los restos de la estructura de la que proviene, el velo universal. Esta característica es muy importante desde el punto de vista de la identificación de hongos silvestres, debido a que es fácilmente observable. Desde el punto de vista taxonómico también es relevante, ya que casi siempre que aparece, significa que el hongo pertenece a la familia de las Amanitaceae. Esto tiene especial importancia debido al elevado número de especies venenosas que pertenecen a esta familia.
La volva se presenta a menudo de modo parcial, o completamente enterrada en la tierra, y por ello, se debe tener cuidado al comprobar su presencia/ausencia con el fin de identificar al hongo. Intentar identificar al hongo una vez se ha cortado del suelo, sin saber si presenta o no volva, puede conducir a un error fatal.